# Pokłon Trzech Króli (obraz Petera Paula Rubensa z 1624)
Pokłon Trzech Króli (niderl. De aanbidding der wijzen) – obraz olejny flamandzkiego malarza Petera Paula Rubensa, namalowany w 1624 roku; znajduje się w Królewskim Muzeum Sztuk Pięknych w Antwerpii.

## Opis obrazu
Tematem dzieła jest scena biblijna z Nowego Testamentu opisana w Ewangelii św. Mateusza (Mt 2,1-12). Pomimo że ewangelia mówi o mędrcach i nie określa jednoznacznie ich liczby, to od XII wieku w sztuce pojawiają się królowie z atrybutami władzy. Rubens przedstawił monarchów bez insygniów, jest ich trzech, młodzieniec, człowiek dojrzały i starzec, reprezentują trzy kontynenty, Europę, Azję i Afrykę.
Obraz jest wielki i monumentalny, przedstawione postacie mają ponadnaturalne rozmiary. Artysta wpisał kompozycję w trójkąt, w którego centrum znajduje się jeden z królów. Dzieciątko Jezus, Maria i Józef znajdują się w prawym dolnym rogu obrazu, boskość Dzieciątka podkreśla oświetlenie. Rubens zaludnił scenę licznymi postaciami, których nie wspomina Biblia, są to żołnierze, jeźdźcy na wielbłądach, młodzieniec na koniu i gapie. Pomimo bogactwa szczegółów kompozycja robi wrażenie uporządkowanej i starannie przemyślanej. Potężna koryncka kolumna zdobiąca wejście do stajenki ma za zadanie podkreślać znaczenie chwili i akcentować dynamikę sceny.
Kolejnym elementem, który podkreśla rozmach dzieła jest żywa i bogata kolorystyka. Rubens stosował silne plamy barwne z czystych i soczystych kolorów. Płaszcz najstarszego z królów jest jaskrawo czerwony, inny ma intensywnie zielone szaty, a trzeci białe. Uwagę zwraca purpura sukni Marii i dominujące odcienie żółcieni i złota dodające przepychu scenie.
Rubens wielokrotnie malował temat Pokłonu Trzech Króli, jego obrazy o tym tytule znajdują się m.in. w Muzeum Prado w Madrycie, King’s College Chapel w Cambridge i Musée des Beaux-Arts w Lyonie.

## Pokłon Trzech Króliautorstwa innych artystów

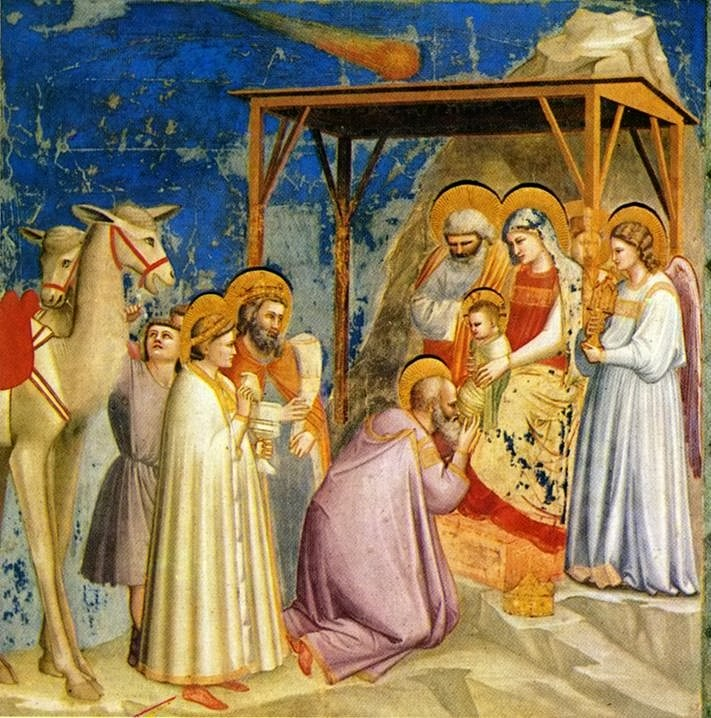
Giotto di Bondone, 1304–1306
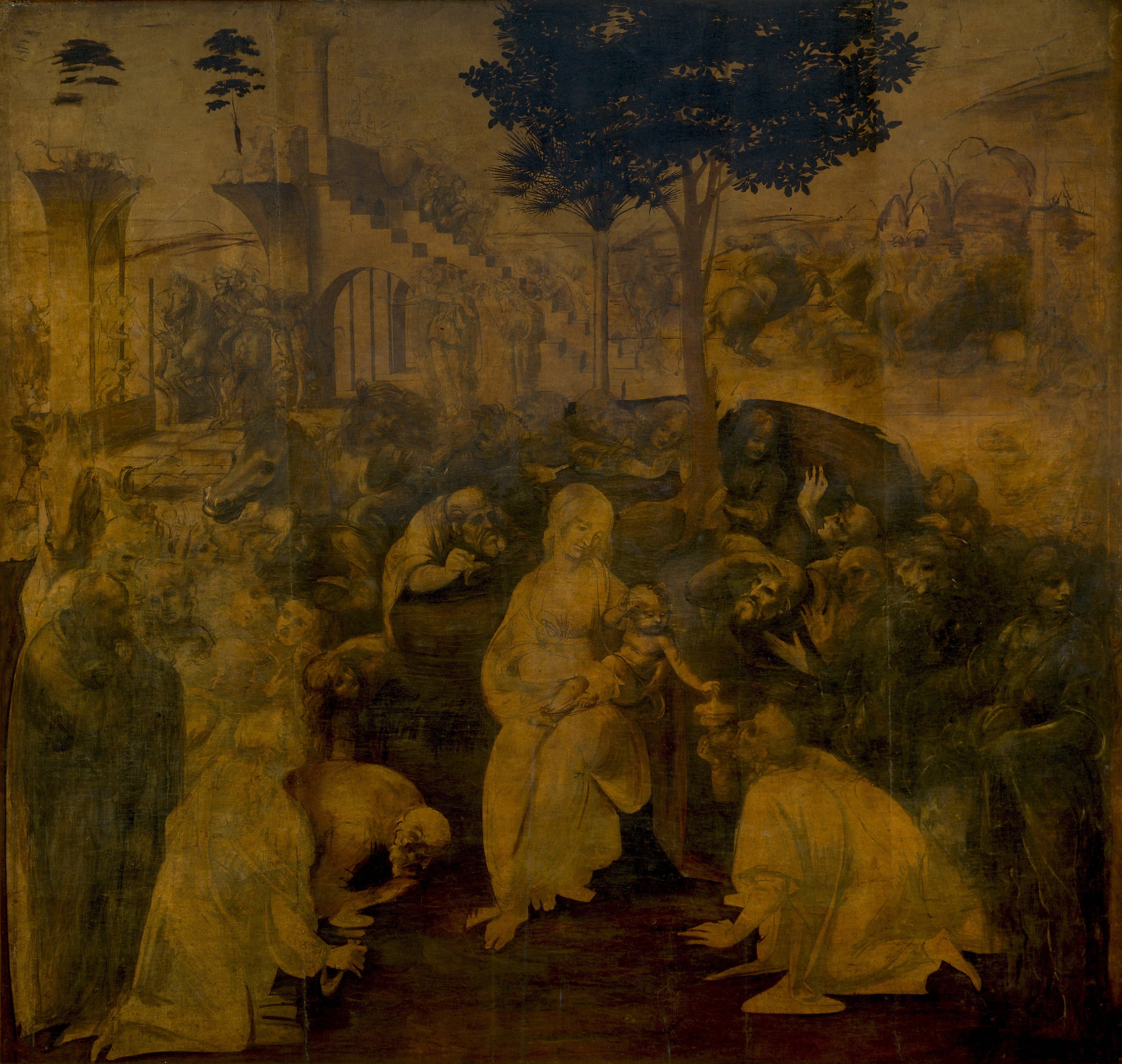
Leonardo da Vinci, 1481–1482
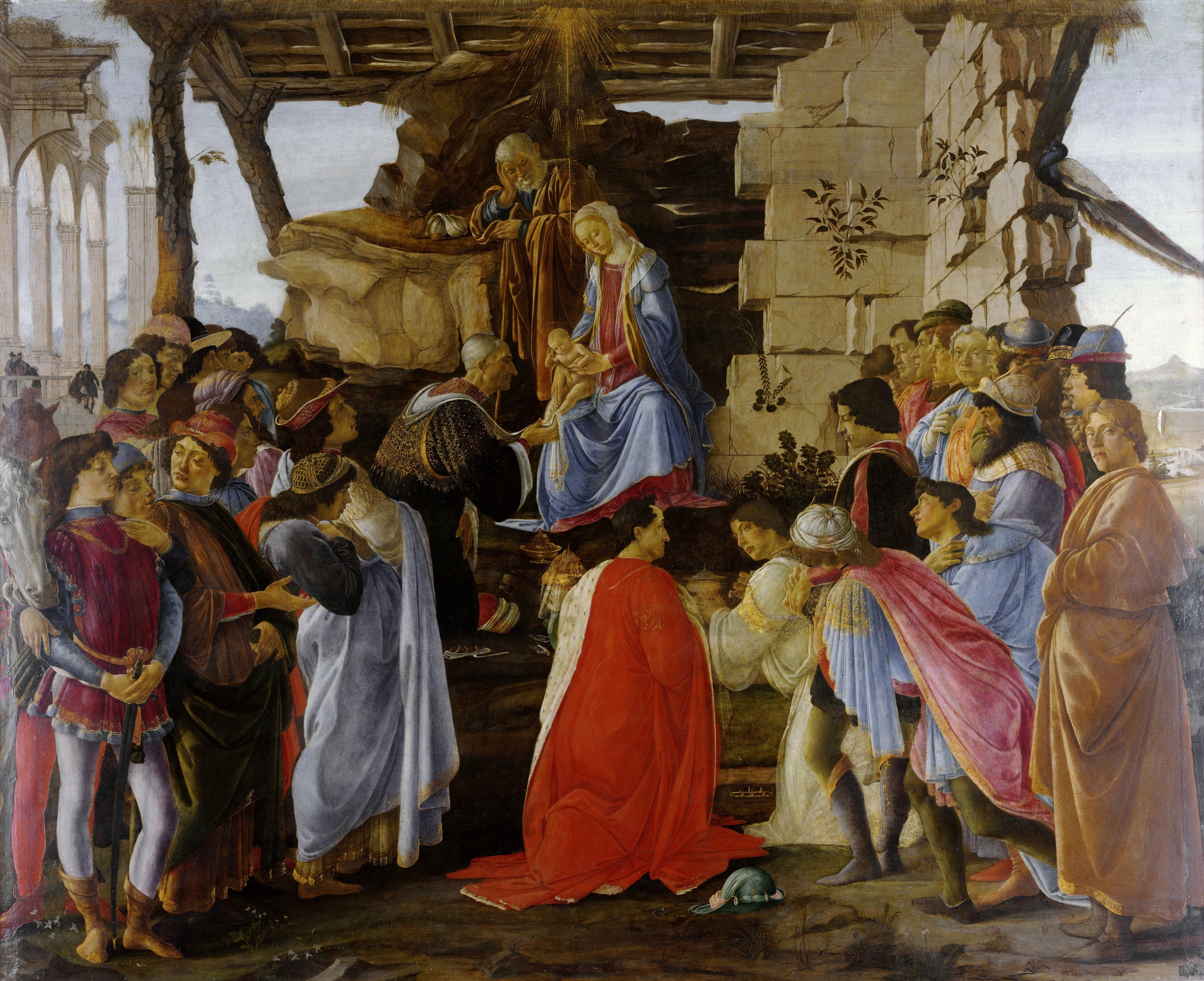
Sandro Botticelli, 1475
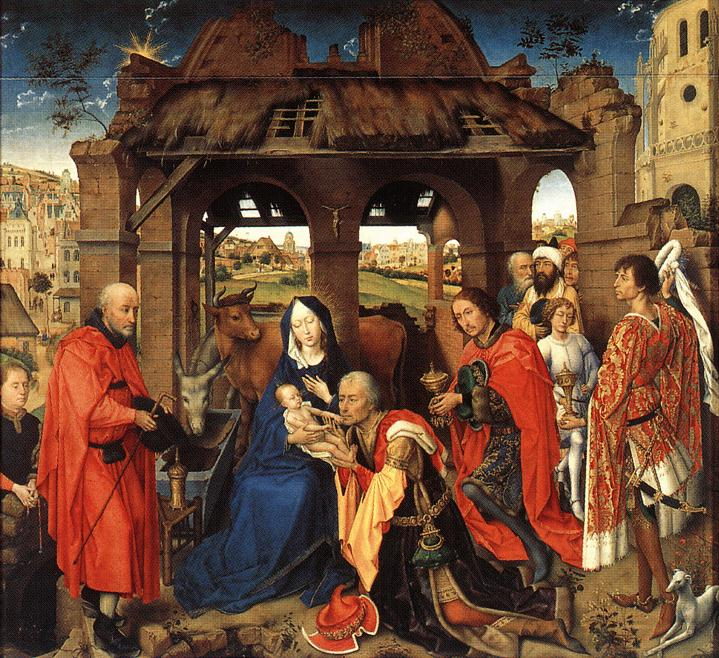
Rogier van der Weyden, 1455